# Darnell Mee
LaFarrell Darnell Mee, (Cleveland, Ohio; 11 de febrero de 1971) es un exjugador de baloncesto estadounidense. Con 1.96 de estatura, su puesto natural en la cancha era el de escolta. 

## Trayectoria
- Universidad de Western Kentucky (1990-1993)
- Daytona Beach Hooters (1993)
- Denver Nuggets (1993-1995)
- Tri-City Chinook (1995)
- Yakama Sun Kings (1995)
- Canberra Cannons (1995-1996)
- BCM Gravelines (1996-1997)
- Adelaide 36ers (1997-2000)
- Virtus Pallacanestro Bologna (2000)
- Adelaide 36ers (2000-2001)
- Bayer Leverkusen (2001-2002)
- Cairns Taipans (2002-2003)
- Wollongong Hawks (2003-2005)
- Cairns Taipans (2005-2009)